# Король Рената Степанівна
Рена́та Степа́нівна Коро́ль (21 квітня 1926, Ленінград, РРФСР — 4 квітня 2009, Київ) — радянська та українська кіноредакторка та телесценаристка. Заслужений працівник культури України (2002). Мати Ірини Дніпренко, телережисерки культової української телепередачі «Катрусин кінозал».

## Біографічні відомості
Народилася в сім'ї військового льотчика. Мала брата Радомира (1927—2009) — авіаконструктора. Закінчила філологічний факультет (1949) та аспірантуру (1952) Київського державного університету ім. Т. Г. Шевченка.
Працювала редактором в Управлінні кінематографії Міністерства культури УРСР (1953—1955), Київської кіностудії художніх фільмів ім. О. П. Довженка, членом сценарної колегії Управління по виробництву фільмів Державного комітету радіо і телебачення України, редактором студії «Укртелефільм» (1968—1980) тощо.
Одна з відомих її робіт на посаді кіноредакторки — художній комедійний фільм «Королева бензоколонки».
Рената Коваль — авторка сценаріїв ряду телепередач, а також телевізійного фільму «Купуйте старий човен». Крім того писала статті з питань кіномистецтва у періодичній пресі.
Член Національної спілки кінематографістів України. А у 1995 році стала однією із засновниць громадської організації «Телевізійна студія жінок України».
18 листопада 2008 року Ренаті Король призначено державну стипендію.

## Сім'я
Старша донька — Ірина Дніпренко (1955 —2022)
Молодша донька — Наталія Дніпренко (1963).

## Фільмографія
Брала участь у створенні кінокартин:
- «Мандрівка в молодість»
- «Діти сонця» (1956)
- «Гори, моя зоре!» (1957)
- «Штепсель одружує Тарапуньку» (1957)
- «Голуба стріла»
- «Перший парубок» (1958)
- «Григорій Сковорода» (1958)
- «Катя-Катюша»
- «Небо кличе» (1959)
- «Звичайна історія» (1960)
- «Повія» (1961)
- «Квітка не камені» (1962)
- «Максим Рильський»
- «Їхали ми, їхали...»(1962)
- «Королева бензоколонки»
- «Три доби після безсмертя» (1963)
- «До уваги громадян та організацій» (1965)
- «До світла!»
- «Театр і поклонники» (1967)
- «З нудьги»
- «Мужність» (1981, т/ф, 3 с)
- «Танкодром» (1981)
- «Не було б щастя...» (1983) та ін.

На студії «Укртелефільм» :
- «Камінний господар» (1971, т/ф)
- «Платон Кречет» (1972, т/ф) та ін.